# Ewald Oberleitner
Ewald Oberleitner (Leoben, 4 november 1937) is een Oostenrijkse jazzmuzikant (contrabas, klarinet, percussie).

## Biografie
Oberleitner studeerde bas en klarinet aan de Universität für Musik und darstellende Kunst Graz, waar hij van 1973 tot 2003 les gaf in ensembleleiding, muzikale analyse en jazzcontrabas. Hij speelde in het Europese circuit tijdens de jaren 1960, waar hij onder andere samenwerkte met Albert Mangelsdorff, Eje Thelin en Slide Hampton. Sinds 1974 speelde hij in het trio Neighbours met Dieter Glawischnig en John Preininger, die samenwerkte met gasten als Anthony Braxton, Paul Bley, Karl Berger, Roscoe Mitchell, John Surman en Dino Saluzzi. Oberleitner behoort ook tot het trio van Karlheinz Miklin. Hij werkt ook met Berndt Luef en Tone Janša. Tijdens de jaren 1990 vormde hij de band The Quartet met Heinrich von Kalnein, Gernot Wolfgang en Klaus Hofer, met wie hij verschillende albums presenteerde. Volgens Braxton is Oberleitner een van de meest gerenommeerde jazzbassisten ter wereld.